# Carl Nicolaus von Gerbel-Embach
Carl Nicolaus von Gerbel, ab 1879 von Gerbel-Embach, auch Karl Nikolaus von Gerbel-Embach (* 9. Maijul. / 21. Mai 1837greg. in Alexejewka, Gouvernement Kaluga; † 10. Juni 1927 in Dresden, Pseudonym Nicolai Karlowitsch), war ein deutscher Schriftsteller, der vor allem als Herausgeber der Zeitschrift „Pantheon“ bekannt wurde.

## Leben und Wirken
Nach dem Besuch des Gymnasiums in Riga studierte Gerbel ab 1856 an der Kaiserlichen Universität Dorpat Jurisprudenz und diplomatische Wissenschaften. Nach Beendigung des Universitätsstudiums unternahm er ausgehnte Studienreisen in südliche Länder. 1863 promovierte er an der Universität Tübingen zum Dr. phil. Anschließend ließ er sich in Dresden nieder, wo er bis zu seinem Tod größtenteils lebte.
Ab 1879 führte er den Namenszusatz Gerbel-Embach.
Unter dem Pseudonym Nicolai Karlowitsch veröffentlichte er eine Zusammenstellung zeitgenössisch-russischer Zeitungsberichte über nihilistische Vorfälle in deutscher Sprache unter dem Titel: Die Entwicklung des Nihilismus. In drei Auflagen erschienen, war diese kommentierende Materialsammlung um 1880 nicht nur einer breiten Leserschaft bekannt, auch dessen Ausstrahlung auf Friedrich Nietzsche, welcher nachweislich ab Mitte 1880 in handschriftlichen Notizen "Nihilismus" als Begriff verwendet,  ist in der Forschung notiert worden.

## Publikationen (Auswahl)
- Die Quintessenz von Machiavelli’s Regierungskunst. Untersuchungen über Bedeutung und Anwendbarkeit der Regeln des Principe. Dresden, 1865.
- Dichtungen. 1. Sammlung. Leipzig, 1869.
- Die Entwicklung des Nihilismus. Berlin, dritte stark vermehrte Auflage 1880. 139 Seiten.
- Russische Sectirer. Heilbronn, 1883 (Digitalisat).
- Aurungsebb und die Briten. Dresden, 1915.
- Ab 1873 Herausgabe von Pantheon. Eine ästhetische und belletristische Zeitschrift.

## Nachlass
Der Nachlass von Gerbel-Embach wird heute im Stadtarchiv Dresden verwahrt.